# Jos Pronk
Jos Pronk (Warmenhuizen, 13 de enero de 1983) es un deportista neerlandés que compitió en ciclismo en las modalidades de pista, especialista en la prueba de puntuación, y ruta. Su padre Mattheus y su hermano Matthé también compitieron en ciclismo.
Ganó una medalla de bronce en el Campeonato Mundial de Ciclismo en Pista de 2003, en la carrera de puntuación.

## Medallero internacional
| Campeonato Mundial | Campeonato Mundial    | Campeonato Mundial | Campeonato Mundial |
| Año                | Lugar                 | Medalla            | Competición        |
| ------------------ | --------------------- | ------------------ | ------------------ |
| 2003               | Stuttgart ( Alemania) | Medalla de bronce  | Puntuación         |